# Molinaea macrantha
Molinaea macrantha är en kinesträdsväxtart som beskrevs av Ludwig Radlkofer. Molinaea macrantha ingår i släktet Molinaea och familjen kinesträdsväxter. Inga underarter finns listade i Catalogue of Life.